# Nadia Eke
Nadia Eke (née le 11 janvier 1993 à Accra) est une athlète américano-ghanéenne concourant pour le Ghana, spécialiste du triple saut.

## Biographie
En 2014 elle prend la deuxième place des Championnats d'Afrique de Marrakech derrière Joëlle Mbumi Nkouindjin, en réussissant 13,40 m avec un vent trop favorable.
Lors des Jeux africains 2015, elle décroche le bronze avec la même performance, cette fois-ci par vent régulier, ce qui lui permet de battre le record du Ghana détenu par sa compatriote Mathilde Boateng depuis 2014.
Le 7 juillet 2021, elle est nommée porte-drapeau de la délégation ghanéenne aux Jeux olympiques d'été de 2020 à Tokyo par le Comité olympique du Ghana.

## Palmarès
| Date | Compétition            | Lieu        | Résultat | Épreuve     | Marque  |
| ---- | ---------------------- | ----------- | -------- | ----------- | ------- |
| 2014 | Championnats d'Afrique | Marrakech   | 2e       | Triple saut | 13,40 m |
| 2014 | Jeux du Commonwealth   | Glasgow     | 10e      | Triple saut | 12,98 m |
| 2015 | Jeux africains         | Brazzaville | 3e       | Triple saut | 13,40 m |
| 2016 | Championnats d'Afrique | Durban      | 1re      | Triple saut | 13,42 m |
| 2018 | Jeux du Commonwealth   | Gold Coast  | 10e      | Triple saut | 13,05 m |

## Records
| Épreuve     | Épreuve   | Marque       | Lieu     | Date            |
| ----------- | --------- | ------------ | -------- | --------------- |
| Triple saut | Plein air | 14,33 m (NR) | Kingston | 8 juin 2019     |
| Triple saut | En salle  | 13,60 m (NR) | New York | 14 janvier 2017 |